# نوط 14 تموز 1958
نوط 14 تموز 1958 منح هذا النوط للضباط ونواب الضباط في الجيش العراقي الذين كانوا في الخدمة يوم ثورة 14 تموز 1958 ومن اعيد الئ الخدمة بعد التاريخ المذكور ولكل من ساهم فعلا في الثورة من المدنيين.
ويكون شكل النوط علئ شكل مثلث مع خارطة العراق في الوسط ولقد الغي هذا النوطمع العديد من الانواط العراقية السابقة  عام 2012

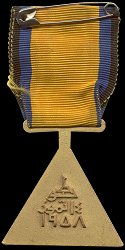
ظهر النوط